# Људска оплодња
Људска оплодња је спајање људског јајета и сперме, које се дешава у ампули јајовода. Резултат овог спајања, доводи до производње ћелије зигота, или оплођеног јајета, који покреће пренатални развој. Научници су открили динамику људског оплодње у деветнаестом веку.
Процес оплодње укључује спајање сперме са јајном ћелије. Најчешћи низ почиње ејакулацијом током копулације, следи овулацијом и завршава се оплодњом. Могући су различити изузеци од ове секвенце, укључујући вештачку оплодњу, вантелесну оплодњу, спољашњу ејакулацију без копулације или копулацију убрзо након овулације. Када наиђе на секундарну ооциту, акросом сперматозоида производи ензиме који јој омогућавају да се провуче кроз спољашњи железни омотач јајета. Плазма сперматозоида се затим спаја са плазма мембраном јајета, покрећући главу сперматозоида да се одвоји од флагелума док јаје путује низ јајовод да стигне до материце.
In vitro оплодња (ИВФ) је процес којим се јајне ћелије оплоде спермом изван материце, in vitro.